# Miran Rustja
Miran Rustja, slovenski skladatelj, pesnik, pisatelj in zborovodja, * 4. september 1957.
Miran Rustja, doma iz Brij na Vipavskem, je vrsto let poučeval glasbeni pouk na osnovni šoli, sedaj poučuje klavir na glasbeni šoli in glasbeno umetnost na srednjih šolah v Novi Gorici. Vodi vrsto pevskih zborov in je z njimi izdal več glasbenih albumov, snemal za radio in televizijo. S svojimi pevskimi zbori koncertira tako doma kot v tujini. Prepotoval in koncertiral je v Italiji, na Sardiniji, na Madžarskem, Hrvaški, Avstriji, Srbiji, Nemčiji, na Češkem, Slovaškem, v Belgiji, na Nizozemskem, na Švedskem, v Makedoniji, dvakrat v Argentini, Braziliji, Urugvaju, Paragvaju, dvakrat v Avstraliji, dvakrat v Kanadi. Izdal je preko dvajset knjig, tako pesniških zbirk, kakor proznih del. Svoje pesmi objavlja v revijah, pri založbi Lipa je izšla njegova glasbena pravljica Joj, balončki, za otroke je uglasbil pravljico Juri Muri v Afriki in otroško opereto Mucin dom. Odmevna so njegova prozna dela objavljena v knjigah, z naslovom "Kako biti in ostati bolan", "Bolehne razdalje", "Nebesni madeži," "Zajček in ptica," "Vidko."Uglasbil je tudi zbirko pesmi za Otroške zbore in klavir, z naslovom "V mojem svetu." Vsa glasbena dela so bila velikokrat izvedena in izšla na albumih ter bila posneta za radio in televizijo. Glasbo uči na srednjih šolah v novi Gorici.
Veliko komponira za pevske zbore in je pogosto izvajan. Nekateri pevski zbori izvajajo njegove skladbe na mednarodnih festivalih in na tekmovanjih. Javni sklad za kulturne dejavnosti republike Slovenije, ga je nagradil z najvišjim republiškim priznanjem. Podelili so mu srebrno plaketo za umetniško ustvarjanje in nadpovprečne dosežke na področju kulture. Je tudi dobitnik vrste nagrad in priznanj tako s tekmovanj, kakor z različnih festivalov, pa Petomajske nagrade, najvišjega priznanja občine Ajdovščina, dobitnik nagrade Franceta Bevka, ki mu jo je podelila Mestna občina Nova Gorica za izjemne dosežke na področju kulture, zlate medalje s priznanjem Zveze kulturnih društev Slovenije, Veliko priznanje za izjemne dosežke Zveze kulturnih društev Ajdovščina.